# Zhenjiang (köpinghuvudort i Kina, Liaoning Sheng, lat 40,76, long 125,43)
Zhenjiang är en köpinghuvudort i Kina. Den ligger i provinsen Liaoning, i den nordöstra delen av landet, omkring 210 kilometer sydost om provinshuvudstaden Shenyang. Antalet invånare är 10 456. Befolkningen består av 5 106 kvinnor och 5 350 män. Barn under 15 år utgör 13,0 %, vuxna 15-64 år 76 %, och äldre över 65 år 9,0 %.
Runt Zhenjiang är det ganska tätbefolkat, med 52 invånare per kvadratkilometer. Det finns inga andra samhällen i närheten. I omgivningarna runt Zhenjiang växer i huvudsak blandskog.
Genomsnittlig årsnederbörd är 1 496 millimeter. Den regnigaste månaden är juli, med i genomsnitt 552 mm nederbörd, och den torraste är januari, med 11 mm nederbörd.